# Halušky

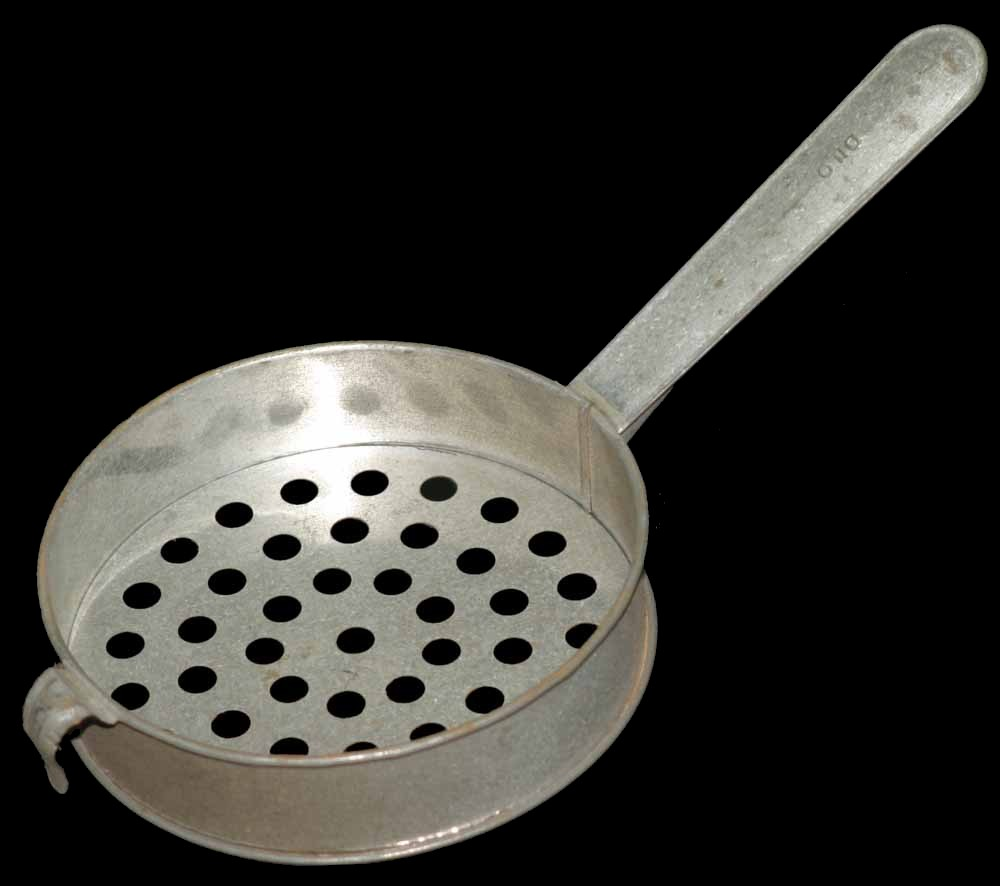
Coador de Halušky.

As Halušky (em checo e eslovaco no singular: haluška; em húngaro: galuska, haluska ou nokedli; em romeno: gălușcă; em sérvio: galuška; em ucraniano: галушка; em lituano: virtinukai) são uma variedade tradicional de macarrões ou bolinhos de massa espessos e macios, cozinhados no centro e leste da cozinha Europeia (Eslováquia,República Checa, Polónia, Sérvia, Ucrânia, Lituânia, Romênia e Hungria.) As Halušky podem se referir aos bolinhos de massa em si, ou ao prato completo.

## Preparação
As Halušky podem ser preparadas com sua massa sendo espalhada em uma fina camada, em uma tábua de corte, e então sendo fatiada em pequenos pedaços, os quais finalmente, são postos em água fervente. Também podem ser feitas com a ajuda de um coador perfurado especial para Halušky, formando pequenos caroços de formato irregular, que caem diretamente na água fervendo, enquanto a massa é pressionada através dos buracos do coador.
Embora as receitas variem de região para região, em geral, a massa é feita através da mistura de farinha com água. Raspas finas de batata também podem ser adicionadas à receita. Ovos podem ser usados, apesar das Bryndzové Halušky eslovacas não os utilizarem em sua receita. Farinha e purê de batatas são igualmente outra forma de se fazer a massa. Depois de cozinhadas, são misturadas com vários ingredientes, dentre os quais podem estar incluso o queijo, a manteiga, o repolho, a cebola ou a combinação de todos estes.

## Variações
Brydnzové halušky é um prato tradicional da Eslováquia, também encontrado na Morávia, no leste da República Checa. Strapačky é um prato eslovaco similar, onde chucrute cozido é usado no lugar de Bryndza. Na Hungria, Galuska são geralmente comidas com carne cozida, como Goulash ou  Pörkölt.
Nos Estados Unidos, receitas mais adaptadas de Halušky podem fazer uso de macarrão de ovo, ao invés de massa de batata. Alguns cozinheiros americanos usam folhas de repolho fritas, convergindo com as strapačky, devido à dificuldade de se encontrar Bryndza ou melhores substitutos.